# Církevní oblast Lombardie
Církevní oblast Lombardie (ital. Regione ecclesiastica Lombardia) je jedna z 16 církevních oblastí, do nichž je rozdělena římskokatolická církev v Itálii. Tvoří ji jediná církevní provincie, pod níž spadá 10 diecézí převážně v italském regionu Lombardie. Jde o populačně nejsilnější italskou církevní oblast.

## Rozdělení

Mapa milánské církevní provincie

Církevní oblast Lombardie je tvořena jedinou církevní provincií:
- Církevní provincie milánská s metropolitním arcibiskupstvím milánským a sufragánními biskupstvími:
  - Diecéze Bergamo
  - Diecéze Brescia
  - Diecéze Como
  - Diecéze Crema
  - Diecéze Cremona
  - Diecéze Lodi
  - Diecéze Mantova
  - Diecéze Pavia
  - Diecéze Vigevano

## Statistiky
- plocha: 22 699 km²
- počet obyvatel: 8 612 332
- počet farností: 2 723
- počet diecézních kněží: 5 347
- počet řeholních kněží: 1 629
- počet stálých jáhnů: 137

## Biskupská konference oblasti Lombardie
- Předseda: Mario Delpini, arcibiskup milánský
- Místopředseda: Francesco Beschi, biskup v Bergamu
- Sekretář: Giuseppe Scotti